# Absolutus
Absolutus – czwarty album studyjny polskiego zespołu Frontside, wydany w 23 października 2006 roku przez Mystic Production. Dźwięki perkusji oraz gitar zostały zarejestrowane w łódzkim Toya Sound Studio, natomiast pozostałe dźwięki nagrano w olkuskim studio Zed. Jest to pierwszy album grupy, który był stworzony w dwóch studiach z dwoma realizatorami. Okładka została opracowana przez Mentalporn (Katarzyna Zaremba, Piotr „Qras” Kurek).

## Lista utworów
1. „Preludium Absolutus"
2. „Martwe Serca"
3. „Nie Ma Chwały Bez Cierpienia"
4. „Mały Sekret"
5. „Wybraniec"
6. „Pod Ciężarem Milczenia"
7. „Manifest Wolności"
8. „Droga Krzyżowa"
9. „Wspomnienia Jak Relikwie"
10. „Nieodwracalny"
11. „Piekło Czeka"
12. „Santa Sangre"
13. „Dotyk Przemienienia"

## Twórcy
- Marcin „Auman” Rdest - wokal
- Mariusz „Demon” Dzwonek - gitara
- Dariusz „Daron” Kupis - gitara
- Wojciech „Novak” Nowak - gitara basowa
- Tomasz „Toma” Ochab - perkusja